# Maggie May (chanson de Rod Stewart)
Pour l’article homonyme, voir Maggie May.
Maggie May est une chanson écrite par le chanteur Rod Stewart et le guitariste Martin Quittenton. Elle fut enregistrée par Stewart en 1971 pour son album Every Picture Tells a Story. En 2004, Rolling Stone a classé le morceau 130e rang sur leur liste des 500 meilleures chansons de tous les temps.

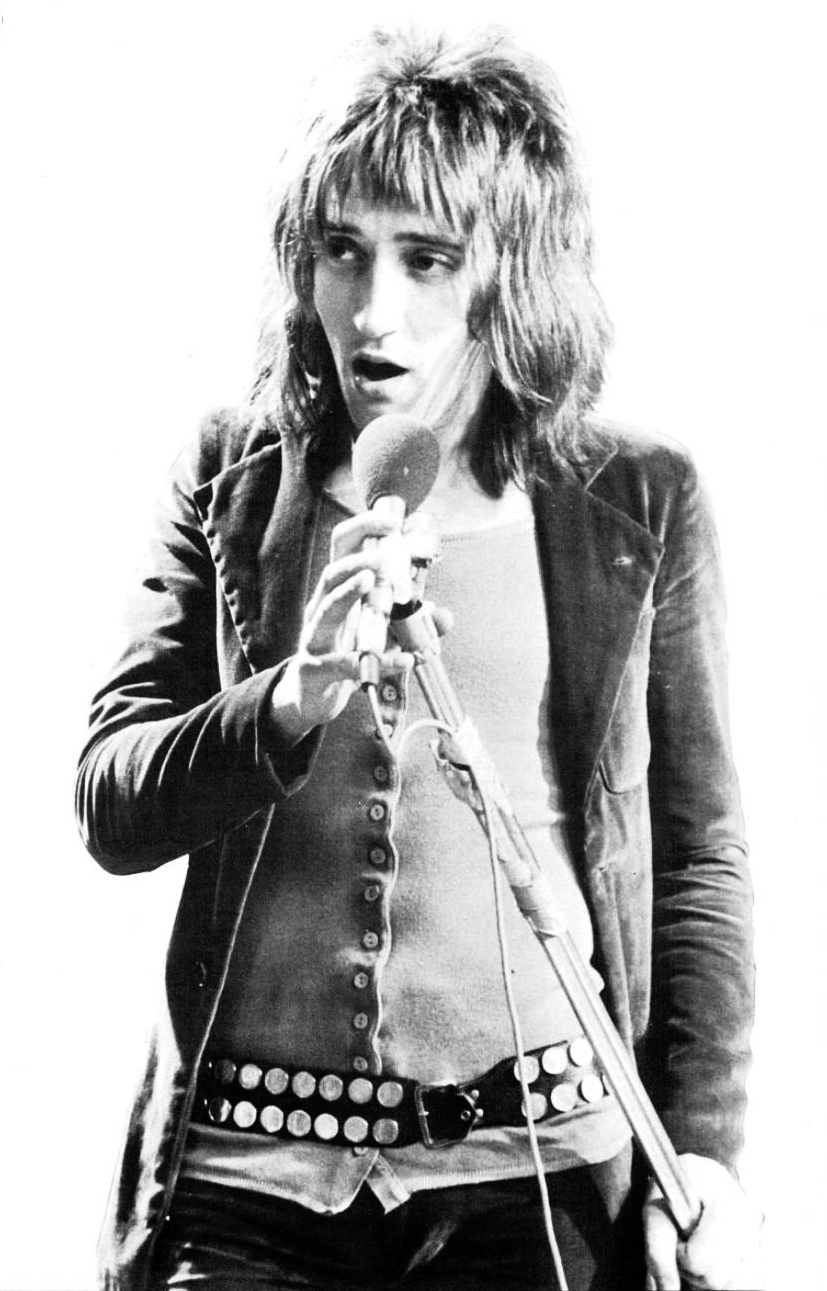
Rod Stewart.

Trois des membres des Faces jouent sur cette chanson, mis à part Rod Stewart au chant, Ron Wood à la guitare et à la basse et Ian McLagan à l'orgue Hammond. 

## Contexte
"Maggie May" exprime l'ambivalence et les émotions contradictoires d'un garçon impliqué dans une relation avec une femme plus âgée et a été écrite à partir de la propre expérience de Stewart. Dans le numéro de janvier 2007 du magazine Q, Stewart a rappelé : « Maggie May était plus ou moins une histoire vraie, à propos de la première femme avec qui j'ai couché, au Festival de Jazz de Beaulieu en 1961. » Le nom de cette femme n'était pas « Maggie May » ; Stewart a déclaré que le titre était tiré d'une « vieille chanson de Liverpool sur une prostituée ».
La chanson a été enregistrée en seulement deux prises en une seule session. Le batteur Micky Waller arrivait souvent aux sessions d'enregistrement avec l'espoir qu'une batterie serait fournie et, pour "Maggie May", c'était le cas - sauf qu'aucune cymbale n'a pu être trouvée. Les crashs de cymbales ont dû être superposés séparément quelques jours plus tard.
La chanson est sortie comme face B du single "Reason to Believe", mais bientôt les stations de radio ont commencé à jouer la face B et "Maggie May" est devenue la chanson du single la plus populaire. Maggie May a été le premier succès substantiel de Stewart en tant qu'interprète solo et a lancé sa carrière. Elle  reste l'une de ses chansons les plus connues. Une interprétation de la chanson en 1971 sur Top of the Pops a vu les Faces rejoints sur scène par le DJ John Peel, qui faisait semblant de jouer de la mandoline. Le musicien qui joue la mandoline sur la version studio est Ray Jackson de Lindisfarne.
La version album de "Maggie May" incorpore une intro de guitare solo de 30 secondes, "Henry", composée par Martin Quittenton.
L'enregistrement original est apparu sur presque toutes les compilations de Rod Stewart ainsi que dans la rétrospective de Ronnie Wood, "Ronnie Wood Anthology: The Essential Crossexion". Une version des Faces enregistrée pour BBC Radio est apparue sur le coffret de quatre disques "Five Guys Walk into a Bar...." Une version live enregistrée en 1993 par Stewart rejoint par Wood pour une session de MTV Unplugged est incluse sur l'album "Unplugged ...and seated".

## Musiciens
- Rod Stewart – chant
- Ron Wood – guitare électrique, guitare 12 cordes, basse
- Martin Quittenton – guitare acoustique
- Ray Jackson – mandoline
- Ian McLagan – Orgue Hammond
- Pete Sears – celesta
- Micky Waller – batterie, cymbales